# ホームポジション (企業)
ホームポジション株式会社（英: Home Position Co., Ltd.）は、静岡県静岡市清水区に本社を置く日本のハウスメーカーである。戸建住宅の設計・製造・販売・施工を手がける。2022年（令和4年）6月23日、東証スタンダード市場上場。

## 概要
本社のある静岡県のほか、東京、神奈川、埼玉、愛知の5都県に拠点を構え、戸建分譲事業を展開する。

企業理念は『「家がほしい」すべての人のために』。合理的な価格を維持しながらも、デザイン性・品質・性能・居住性の高い一戸建て分譲住宅の提供に力を入れている。

デザイン面では、「アイコニック」「ミニマル」「バランス」「奥行」「陰影」の5つの要素を重視し、洗練された外観を追求するため、屋根や外壁、内装、外構、植栽などの部材や施工方法にいたるまで細部にこだわっている。

また個々の住宅のデザイン性を意識するだけでなく、複数の区画からなる分譲地を「美しく統一感のある街並み、風景の創造」という観点から捉えている点を特徴とする。

社名の由来については、土地と住宅をセットで販売する戸建分譲というビジネスにおいて、購入者にとっては住宅そのものだけでなく立地も重要であり、「家（=ホーム）」と「立地（=ポジション）」の両方良いものを提供したい、という想いが込められている。

## 沿革
- 1989年（平成元年）12月8日 - 静岡県静岡市片羽町69番地において、資本金500万円でホームポジション株式会社を設立。
- 1990年（平成2年）4月 - 新築戸建分譲事業開始[9]。
- 1991年（平成3年）6月 - 本社を静岡県静岡市片羽町18番地に移転。
- 2007年（平成19年）3月 - 本社を静岡県静岡市清水区吉川260番地に移転。
- 2010年（平成22年）11月 - 横浜支店を神奈川県横浜市西区に開設。
- 2014年（平成26年）5月 - 名古屋支店を愛知県名古屋市中区に開設。
- 2016年（平成28年）10月 - 東京オフィスを東京都中央区に開設。
- 2018年（平成30年）2月 - 東関東支店を千葉県千葉市美浜区に開設。同年6月、浜松営業所 (現:浜松支店) を静岡県浜松市中区 (現:中央区) に開設。
- 2019年（平成31年）3月 - 神奈川営業所 (現:神奈川支店) を神奈川県横浜市旭区に開設。
- 2020年（令和2年）4月 - 事業規模拡大に伴い、名古屋支店を愛知県名古屋市瑞穂区に移転。同年8月、大宮支店を埼玉県さいたま市大宮区に開設。10月、城東支店を東京都葛飾区に開設。
- 2021年（令和3年）2月 - グッドデザイン賞をはじめ受賞歴多数のデザイナーを迎え入れ[10]、デザイン戦略室新設[9]。同年12月、相模原支店を神奈川県相模原市中央区に開設。同月、「ジオヴィスタ（GEOVISTA）」を商標登録[11]。
- 2022年（令和4年）6月23日 - 東京証券取引所スタンダード市場新規上場。

## 事業所
- 本社・静岡支店

静岡県静岡市清水区吉川260
- 浜松支店

静岡県浜松市中央区細島町6-6 カワ清・林京ビル
- 名古屋支店

愛知県名古屋市瑞穂区苗代町27番15号
- 横浜支店

神奈川県横浜市西区みなとみらい2-2-1 横浜ランドマークタワー30階
- 神奈川支店

神奈川県横浜市旭区二俣川一丁目43-10内田ビル1階
- 神奈川支店・分室

神奈川県横浜市旭区二俣川一丁目5-31和田ビル2階
- 相模原支店

神奈川県相模原市中央区相模原一丁目4-9 リブリ・フォグライフ1階
- 大宮支店

埼玉県さいたま市大宮区上小町615-3 メゾンアクア1階
- 城東支店

東京都葛飾区柴又三丁目3-5デルフォカーサ・トーア1階
- 東京オフィス

東京都中央区日本橋三丁目13-5 KDX日本橋313ビル4階

## 主な商品
- ジオヴィスタ（GEOVISTA）[12]

## 許可番号・登録
- 宅地建物取引業:国土交通大臣(3)第8082号
- 一般建設業許可:国土交通大臣(般-29)第26865号
- 一級建築士事務所登録:静岡県知事(3)第7177号、愛知県知事(い-29)第13427号